# Équipe du Brésil féminine de handball
Dernière mise à jour : 26 août 2022.
L'équipe du Brésil féminine de handball représente la Confédération brésilienne de handball lors des compétitions internationales, notamment aux Jeux olympiques et aux championnats du monde.
Cette sélection est, avec la Corée du Sud, la seule sélection non européenne à avoir remporté une compétition internationale, en l'occurrence le Championnat du monde en 2013.

## Palmarès
Championnats du monde
- Champion (1) : 2013

Jeux panaméricains
- Champion (7) : 1999, 2003, 2007, 2011, 2015, 2019, 2023
- 3e place (2) : 1987, 1995

Championnats panaméricains
- Champion (10) : 1997, 1999, 2000, 2003, 2005, 2007, 2011, 2013, 2015, 2017
- Vice-champion (1) : 2009
- 3e place (3) : 1986, 1989, 1991

Championnat d'Amérique du Sud et centrale
- Champion (3) : 2018, 2021,  2022

## Parcours détaillé

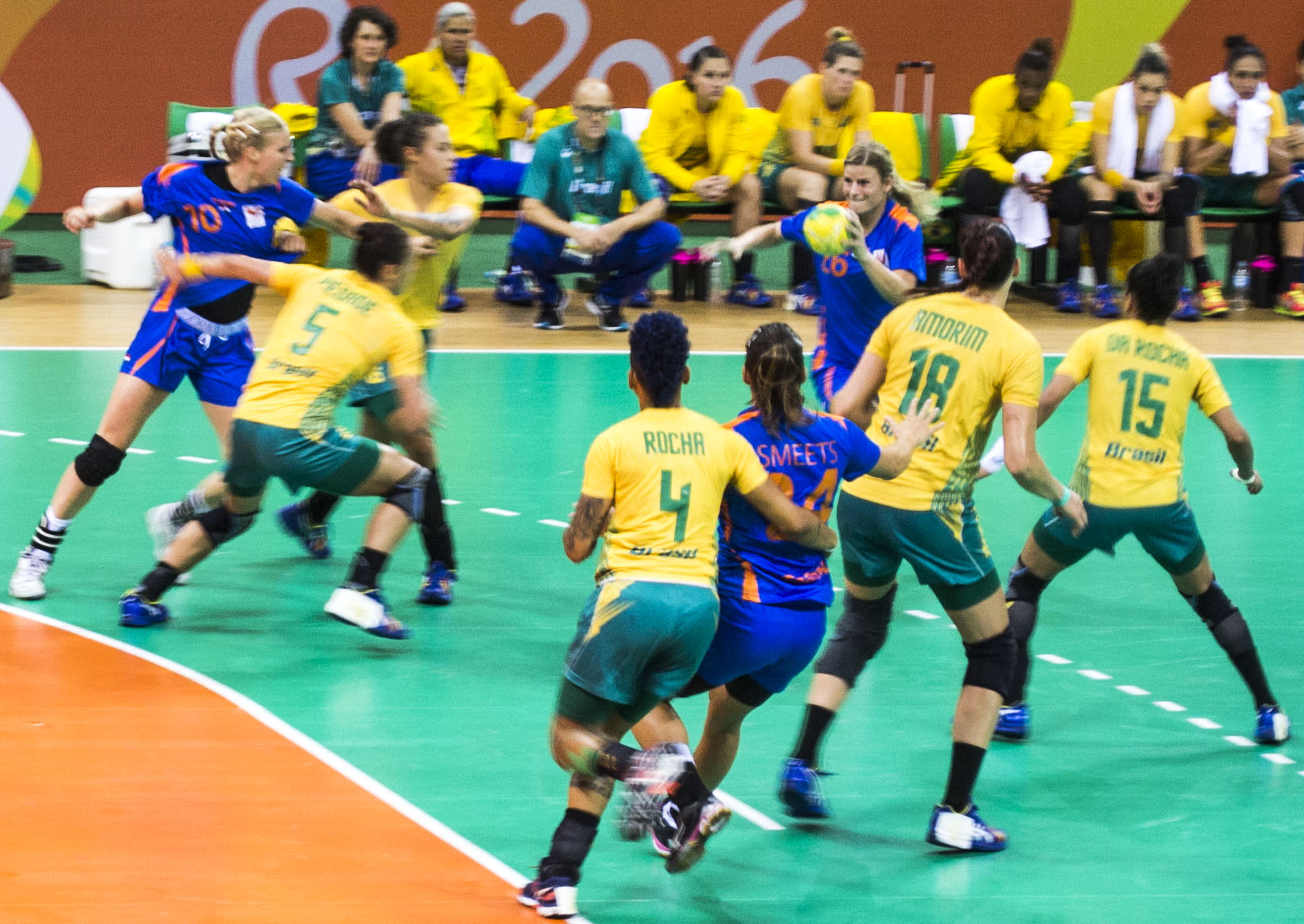
Les brésiliennes en défense lors des Jeux olympiques de Rio en 2016.

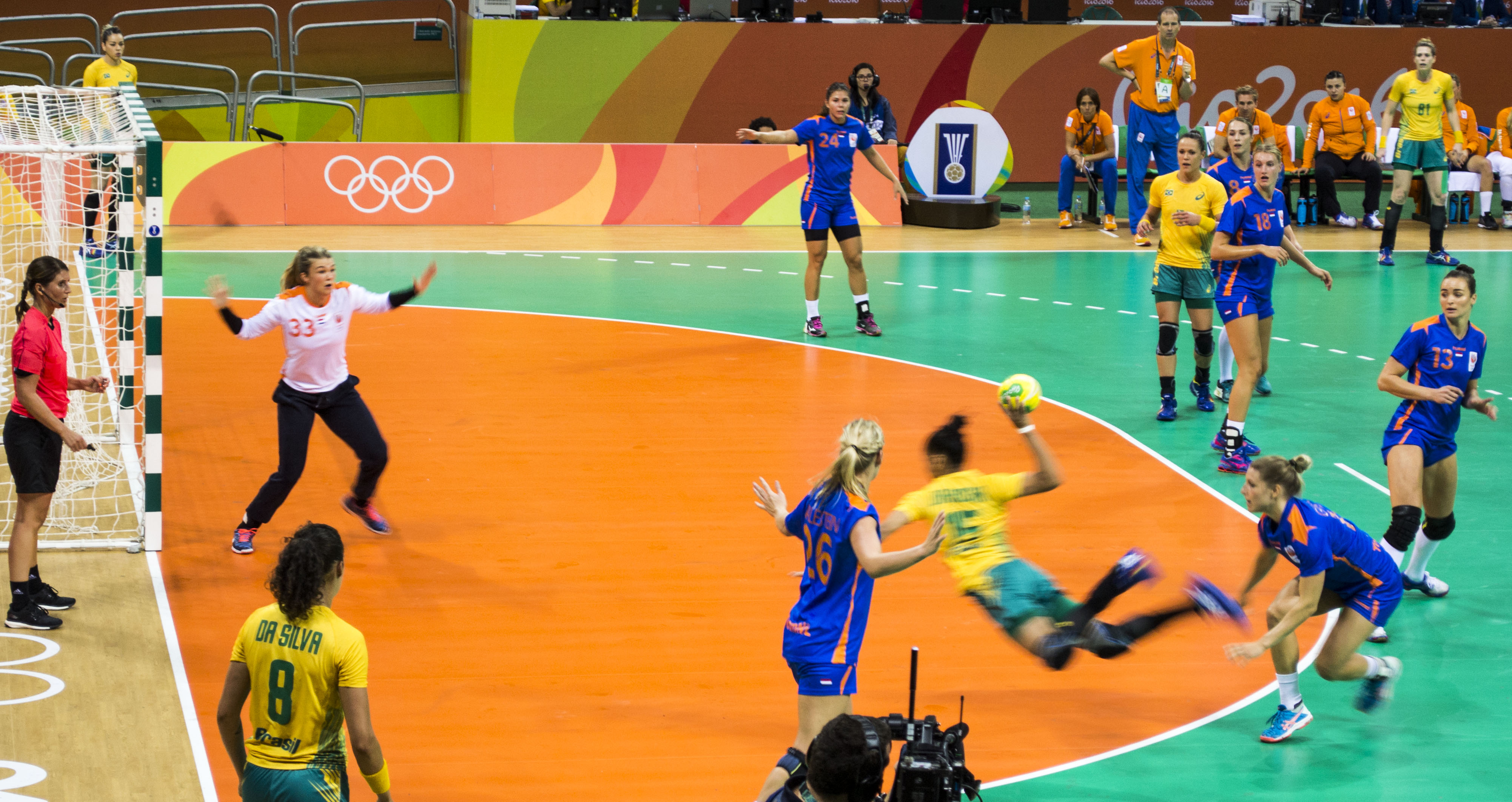
Une brésilienne au tir lors des Jeux olympiques de Rio en 2016.

| Édition     | Tour                   | Rang         | J            | V            | N            | D            | BP           | BC           | Diff         |
| ----------- | ---------------------- | ------------ | ------------ | ------------ | ------------ | ------------ | ------------ | ------------ | ------------ |
| 1976 à 1996 | Non qualifié           | Non qualifié | Non qualifié | Non qualifié | Non qualifié | Non qualifié | Non qualifié | Non qualifié | Non qualifié |
| 2000        | Match pour la 7e place | 8e/10        | 7            | 1            | 0            | 6            | 180          | 238          | -58          |
| 2004        | Match pour la 7e place | 7e/10        | 7            | 2            | 0            | 5            | 178          | 192          | -14          |
| 2008        | Phase de poules        | 9e/12        | 5            | 1            | 1            | 3            | 124          | 137          | -13          |
| 2012        | 1/4 de finale          | 6e/12        | 6            | 4            | 0            | 2            | 156          | 143          | 13           |
| 2016        | 1/4 de finale          | 5e/12        | 6            | 4            | 0            | 2            | 161          | 149          | 12           |
| 2020        | Phase de poules        | 11e/12       | 5            | 1            | 1            | 3            | 133          | 141          | -8           |
| 2024        | Qualifié               | Qualifié     | Qualifié     | Qualifié     | Qualifié     | Qualifié     | Qualifié     | Qualifié     | Qualifié     |
| Total       | 7 / 13                 | 0 titres     | 36           | 13           | 2            | 21           | 932          | 1000         | -68          |

| Édition     | Tour                    | Rang                    | J                       | V                       | N                       | D                       | BP                      | BC                      | Diff                    |
| ----------- | ----------------------- | ----------------------- | ----------------------- | ----------------------- | ----------------------- | ----------------------- | ----------------------- | ----------------------- | ----------------------- |
| 1957 à 1993 | Non qualifié            | Non qualifié            | Non qualifié            | Non qualifié            | Non qualifié            | Non qualifié            | Non qualifié            | Non qualifié            | Non qualifié            |
| / 1995      | Tour préliminaire       | 17–20e                  | 5                       | 0                       | 0                       | 5                       | 79                      | 139                     | -60                     |
| 1997        | Tour préliminaire       | 23e                     | 5                       | 0                       | 0                       | 5                       | 104                     | 155                     | -51                     |
| / 1999      | 1/8 de finale           | 16e                     | 6                       | 1                       | 1                       | 4                       | 127                     | 153                     | -26                     |
| 2001        | 1/8 de finale           | 12e                     | 6                       | 3                       | 0                       | 3                       | 155                     | 168                     | -13                     |
| 2003        | Tour préliminaire       | 20e                     | 5                       | 1                       | 0                       | 4                       | 136                     | 155                     | -19                     |
| 2005        | Placement matches       | 7e                      | 8                       | 5                       | 0                       | 3                       | 240                     | 244                     | -4                      |
| 2007        | Placement matches       | 14e                     | 6                       | 3                       | 1                       | 2                       | 184                     | 128                     | 56                      |
| 2009        | Placement matches       | 15e                     | 9                       | 6                       | 0                       | 3                       | 288                     | 224                     | 64                      |
| 2011        | 1/4 de finale           | 5e                      | 9                       | 8                       | 0                       | 1                       | 291                     | 228                     | 63                      |
| 2013        | Finale                  | Médaille d'or, Amérique | 9                       | 9                       | 0                       | 0                       | 253                     | 197                     | 56                      |
| 2015        | 1/8 de finale           | 10e                     | 6                       | 4                       | 1                       | 1                       | 140                     | 120                     | 20                      |
| 2017        | Placement matches       | 18e                     | 7                       | 2                       | 2                       | 3                       | 165                     | 172                     | -7                      |
| 2019        | Placement matches       | 17e                     | 7                       | 3                       | 1                       | 3                       | 173                     | 152                     | 21                      |
| 2021        | 1/4 de finale           | 6e                      | 7                       | 5                       | 0                       | 2                       | 201                     | 176                     | 25                      |
| / 2023      | Qualifications en cours | Qualifications en cours | Qualifications en cours | Qualifications en cours | Qualifications en cours | Qualifications en cours | Qualifications en cours | Qualifications en cours | Qualifications en cours |
| Total       | 14 / 25                 | 1 titre                 | 95                      | 50                      | 6                       | 39                      | 2536                    | 2411                    | 125                     |

| Édition   | Tour                   | Rang                         | J  | V  | N | D | BP   | BC  | Diff |
| --------- | ---------------------- | ---------------------------- | -- | -- | - | - | ---- | --- | ---- |
| 1987 (en) | Match pour la 3e place | Médaille de bronze, Amérique | 5  | 3  | 0 | 2 | 112  | 95  | 17   |
| 1995 (en) | Match pour la 3e place | Médaille de bronze, Amérique | 5  | 3  | 0 | 2 | 126  | 110 | 16   |
| 1999 (en) | Finale                 | Médaille d'or, Amérique      | 7  | 6  | 1 | 0 | 217  | 154 | 63   |
| 2003 (en) | Finale                 | Médaille d'or, Amérique      | 7  | 7  | 0 | 0 | 186  | 97  | 89   |
| 2007 (en) | Finale                 | Médaille d'or, Amérique      | 5  | 5  | 0 | 0 | 183  | 83  | 100  |
| 2011 (en) | Finale                 | Médaille d'or, Amérique      | 5  | 5  | 0 | 0 | 201  | 70  | 131  |
| 2015 (en) | Finale                 | Médaille d'or, Amérique      | 5  | 5  | 0 | 0 | 185  | 92  | 93   |
| 2019      | Finale                 | Médaille d'or, Amérique      | 5  | 5  | 0 | 0 | 174  | 78  | 96   |
| 2023 (en) | Finale                 | Médaille d'or, Amérique      | 5  | 5  | 0 | 0 | 164  | 63  | 101  |
| Total     | 9/9                    | 7 titres                     | 49 | 44 | 1 | 4 | 1548 | 842 | 706  |

| Édition | Tour    | Rang                         | J  | V  | N | D | BP   | BC   | Diff |
| ------- | ------- | ---------------------------- | -- | -- | - | - | ---- | ---- | ---- |
| 1986    | / (TTR) | Médaille de bronze, Amérique | 5  | 3  | 0 | 2 | 109  | 79   | 30   |
| 1989    | / (TTR) | Médaille de bronze, Amérique | 3  | 1  | 0 | 2 | 72   | 53   | 19   |
| 1991    | / (TTR) | Médaille de bronze, Amérique | 5  | 3  | 0 | 2 | 178  | 73   | 105  |
| 1997    | Finale  | Médaille d'or, Amérique      | 6  | 6  | 0 | 0 | 179  | 65   | 114  |
| 1999    | / (TTR) | Médaille d'or, Amérique      | 5  | 5  | 0 | 0 | 148  | 80   | 68   |
| 2000    | / (TTR) | Médaille d'or, Amérique      | 5  | 5  | 0 | 0 | 210  | 81   | 129  |
| 2003    | Finale  | Médaille d'or, Amérique      | 5  | 5  | 0 | 0 | 199  | 60   | 139  |
| 2005    | / (TTR) | Médaille d'or, Amérique      | 5  | 5  | 0 | 0 | 166  | 56   | 110  |
| 2007    | Finale  | Médaille d'or, Amérique      | 5  | 5  | 0 | 0 | 188  | 60   | 128  |
| 2009    | Finale  | Médaille d'argent, Amérique  | 5  | 4  | 0 | 1 | 173  | 84   | 89   |
| 2011    | Finale  | Médaille d'or, Amérique      | 5  | 5  | 0 | 0 | 179  | 83   | 96   |
| 2013    | Finale  | Médaille d'or, Amérique      | 6  | 6  | 0 | 0 | 269  | 89   | 180  |
| 2015    | Finale  | Médaille d'or, Amérique      | 7  | 7  | 0 | 0 | 208  | 116  | 92   |
| 2017    | Finale  | Médaille d'or, Amérique      | 6  | 6  | 0 | 0 | 237  | 95   | 142  |
| Total   | 14/14   | 10 titres                    | 73 | 66 | 0 | 7 | 2515 | 1074 | 1441 |

| Édition | Tour    | Rang                    | J  | V  | N | D | BP  | BC  | Diff |
| ------- | ------- | ----------------------- | -- | -- | - | - | --- | --- | ---- |
| 2018    | / (TTR) | Médaille d'or, Amérique | 4  | 4  | 0 | 0 | 131 | 54  | 77   |
| 2021    | / (TTR) | Médaille d'or, Amérique | 5  | 5  | 0 | 0 | 159 | 79  | 80   |
| 2023    | / (TTR) | Médaille d'or, Amérique | 4  | 4  | 0 | 0 | 139 | 72  | 67   |
| Total   | 3/3     | 3 titres                | 13 | 13 | 0 | 0 | 429 | 205 | 224  |

## Effectifs

### Effectif actuel
L'effectif de l'équipe Jeux olympiques de 2024 est :

### Effectif aux JO de 2016
L'effectif de l'équipe du Brésil aux Jeux olympiques 2016 était :
- Fabiana Diniz
- Alexandra do Nascimento
- Samira Rocha
- Daniela Piedade
- Tamires Morena Lima
- Fernanda da Silva
- Ana Paula Rodrigues
- Jéssica Quintino
- Bárbara Arenhart
- Francielle da Rocha
- Eduarda Amorim
- Mayara Moura
- Deonise Cavaleiro
- Mayssa Pessoa.

Entraineur
- Morten Soubak.

### Effectif Champion du monde en 2013
L'effectif de l'équipe du Brésil, champion du monde en 2013, était :
- Fabiana Diniz
- Alexandra do Nascimento
- Samira Rocha
- Daniela Piedade
- Amanda de Andrade
- Fernanda da Silva
- Ana Paula Rodrigues
- Bárbara Arenhart
- Elaine Gomes
- Mayssa Pessoa
- Karoline de Souza
- Eduarda Amorim
- Deborah Nunes
- Mariana Costa
- Mayara Moura
- Deonise Cavaleiro.

Entraineur
- Morten Soubak.

## Personnalités liées à la sélection

### Joueuses notables
- Eduarda Amorim : élue meilleure joueuse du championnat du monde 2013
- Bárbara Arenhart : élue meilleure gardienne du championnat du monde 2013
- Alexandra do Nascimento : élue meilleure handballeuse mondiale de l'année en 2012[3], meilleure marqueuse du championnat du monde 2011
- Chana Masson de Souza : élue meilleure gardienne du championnat du monde 2011

### Sélectionneurs
- ? : avant 2009
- Morten Soubak : de 2009 à 2016
- Jorge Dueñas (en) : de 2017 à 2021
- Cristiano Silva : depuis 2021